# Emil Tabakov
Emil Tabakov (1947), es un director, compositor y contrabajista de origen búlgaro. 
Ha sido director de numerosas orquestas como la Orquesta Nacional de Francia, la Orquesta Sinfónica de la radio de Moscú, la Orquesta Filarmónica de la Ciudad de Tokio, la Filarmónica de Seoul, la Orquesta Sinfónica del Estado de México, etc. Lleva compuestas siete sinfonías, conciertos para diferentes instrumentos con orquesta y un Réquiem. Su Concierto para dos flautas y orquesta (2000) fue compuesto para el flautista francés Patrick Gallois teniendo una gran acogida en Turquía, Rusia, Bulgaria y México. Actualmente es el director de la Orquesta Sinfónica de Bilkent.

## Obras

### Orquestal
- Sinfonía n.º 1 (1981)
- Sinfonía n.º 2 (1984)
- Sinfonía n.º 3 (1988)
- Sinfonía n.º 4 (1997)
- Sinfonía n.º 5 (2000)
- Sinfonía n.º 6 (2001)
- Sinfonía n.º 7
- Pieza de concierto para orquesta (1985)
- Astral Music (1978)
- Ad Infinitum (1992)
- Concierto para orquesta (1995)

### Conciertos
- Concierto para 15 instrumentos de cuerda (1979)
- Concierto para contrabajo (1975)
- Concierto para percusión (1976), comisionado por el ensamble de percusión Poliritmia
- Pieza de concierto para trompeta y orquesta de cuerdas (1985)
- Concierto para dos flautas y orquesta (2000), escrito para Patrick Gallois (grabado en Naxos 8.570073)
- Concierto para piano (2003) (grabado en Naxos 8.570073)

### Coral
- Turnovgrad Cantata, para mezzosoprano solista, 4 bajos, narrador y orquesta (1976)
- Requiem, para 4 solistas, coro y orquesta (1994)
- Concierto para violín, vibráfono, marimba, campanas y coro mixto (1996), escrito para el violinista búlgaro Mintcho Mintchev